# ICOSLG
ICOSLG, или лиганд для ICOS (CD275) — белок, продукт гена человека ICOSLG. . 

## Функции
ICOSLG является лигандом для рецептора ICOS, специфического для T-лимфоцитов. Действует как ко-стимулирующий сигнал для пролиферации T-клеток и секреции цитокинов. Индуцирует пролиферацию B-лимфоцитов и их дифференциацию в плазматические клетки. Может играть важную роль в опосредовании местного тканевого ответа на провоспалительные условия, а также в модуляции вторичного иммунного ответа за счёт ко-стимулирующей функции T-клеток памяти.